# Tridactyle citrina
Tridactyle citrina är en orkidéart som beskrevs av Phillip James Cribb. Tridactyle citrina ingår i släktet Tridactyle och familjen orkidéer. Inga underarter finns listade i Catalogue of Life.